# Sempervivum pittonii
Sempervivum pittonii är en fetbladsväxtart som beskrevs av Schott, Nyman och Kotschy. Sempervivum pittonii ingår i släktet taklökar, och familjen fetbladsväxter. Inga underarter finns listade i Catalogue of Life.

## Bildgalleri

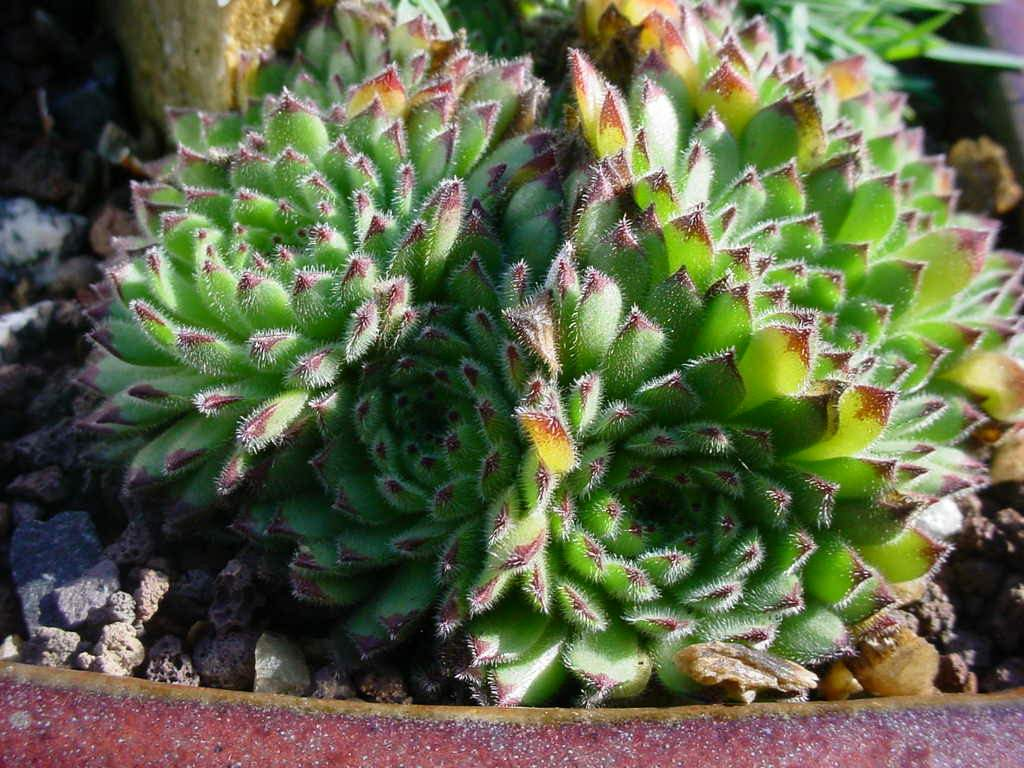
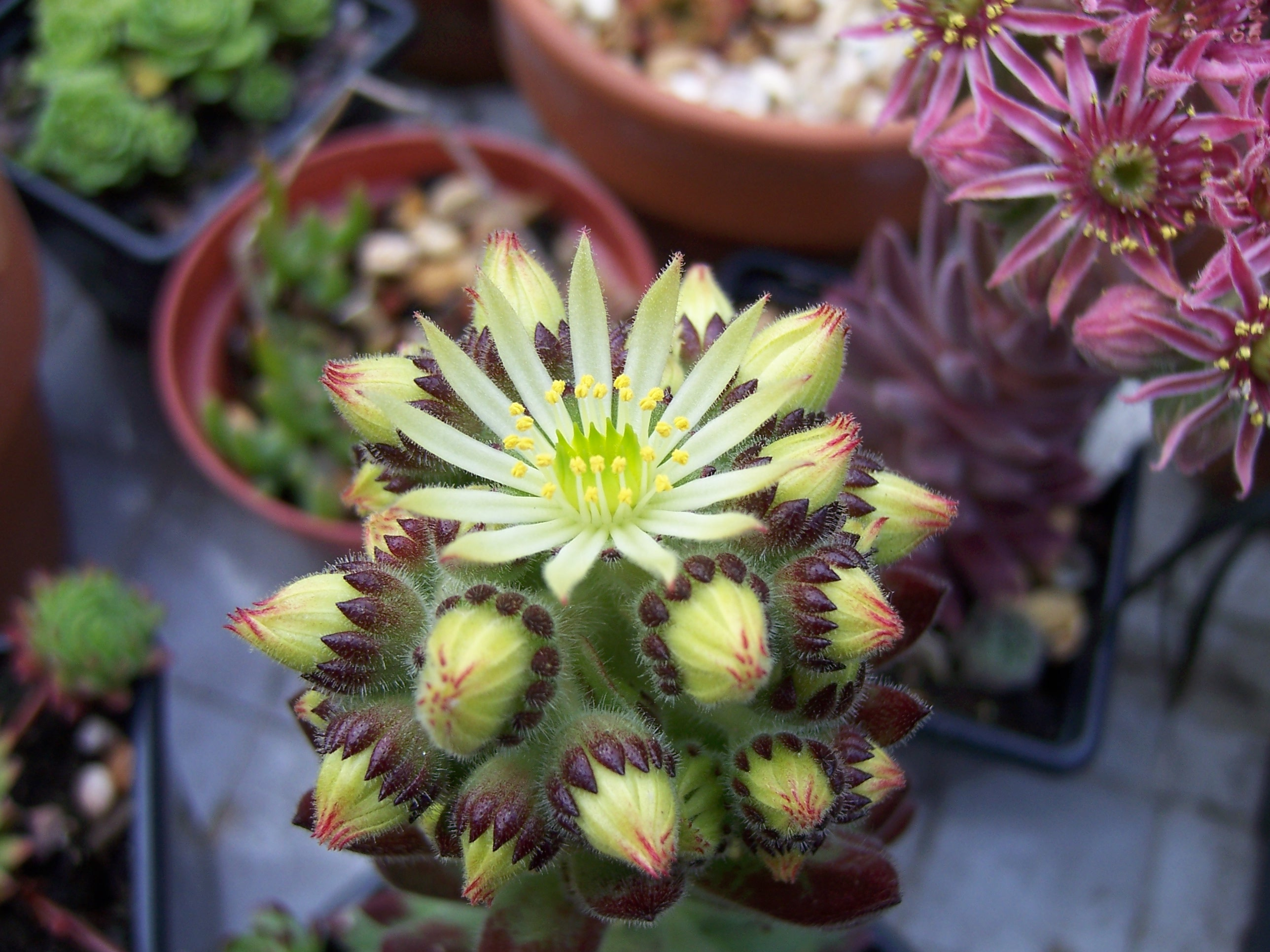
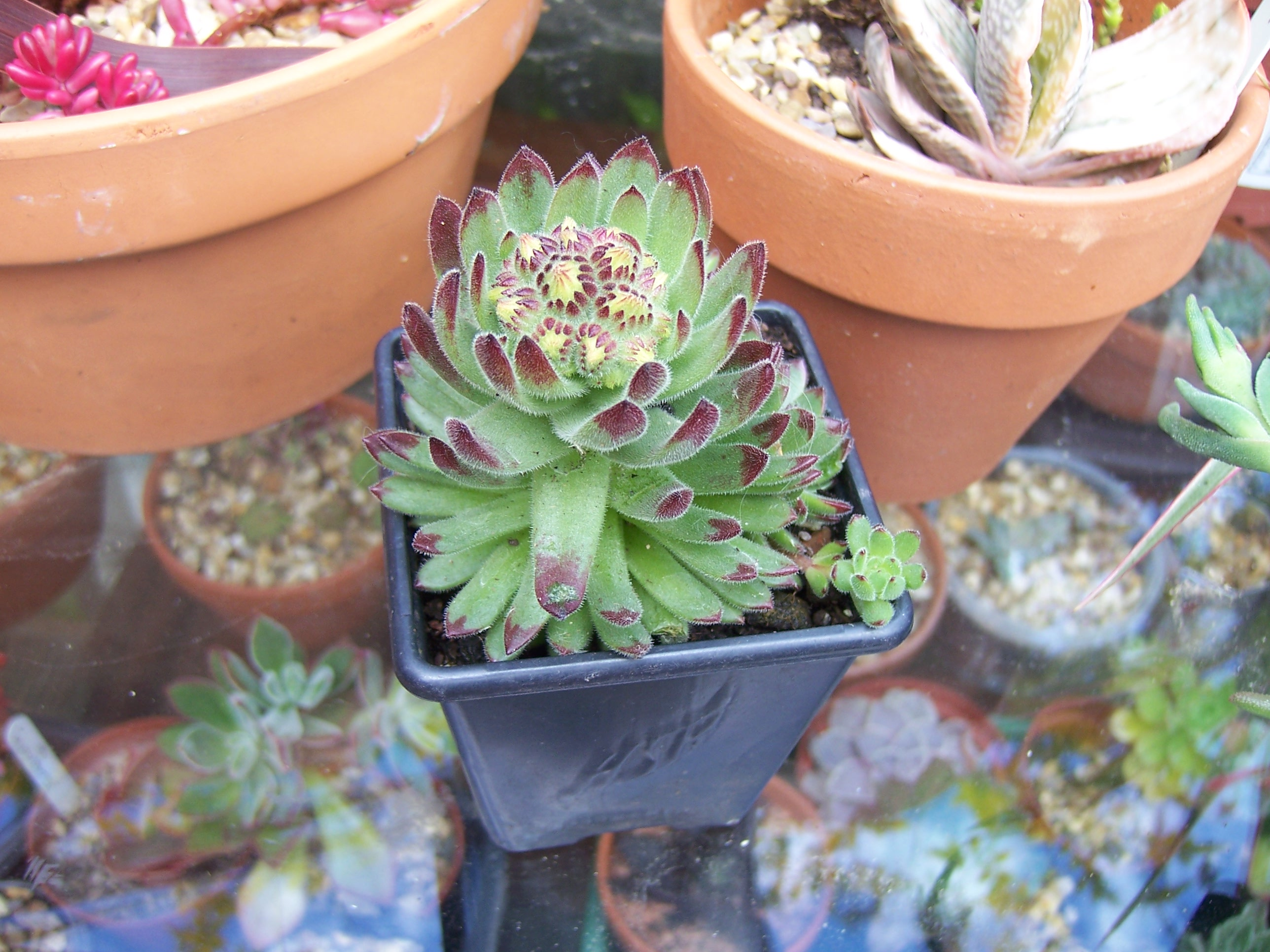
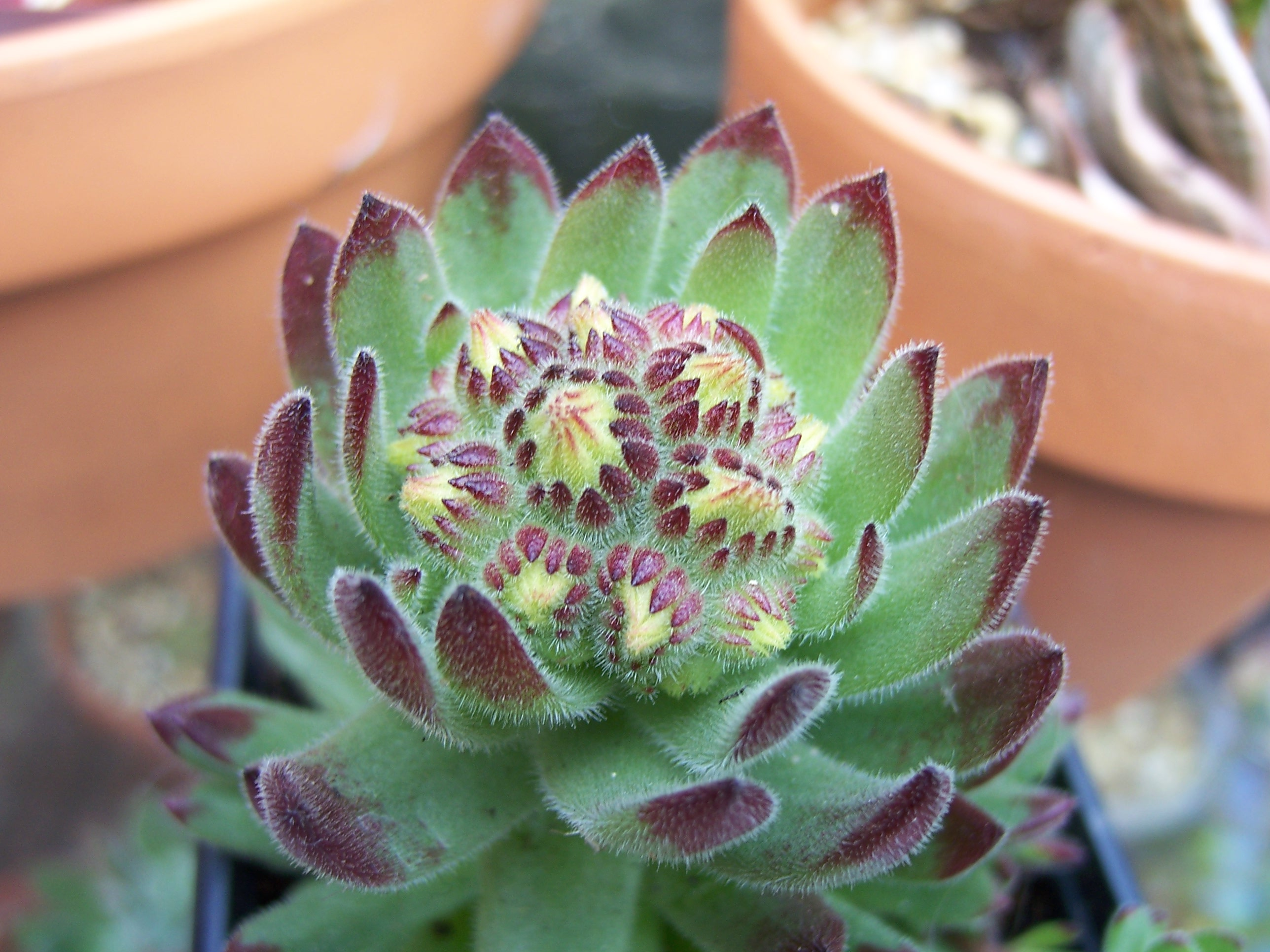